# Havnebus
Havnebusserne er “busser til havs”, der sejler i Københavns Havn. Der er tre linjer, hvoraf linje 991 og 992 sejler på langs af havnen mellem Orientkaj Station og Teglholmen, mens den tredje, linje 993, sejler mellem Nyhavn og Operaen på Holmen i tilslutning til forestillinger. Linjerne er underlagt trafikselskabet Movia og indgår i det almindelige takstsystem. Havnebusserne blev sat i drift 3. august 2000. I 2024 havde de lidt over en million passagerer.
Som noget usædvanligt benyttes to forskellige linjenumre alt efter sejlretningen på ruten mellem Orientkaj Station og Teglholmen. Mod Teglholmen hedder ruten linje 991 og mod Orientkaj Station linje 992. Indtil 23. oktober 2011 hed de linje 901 og 902, mens den nuværende linje 993 tilsvarende hed linje 903. Derudover har der eksisteret en linje 904, der oprindeligt sejlede mellem Nyhavn og Sluseholmen, men den er nu en del af linje 991/992. Linje 993 sejlede tidligere i det meste af driftstiden, men da Inderhavnsbroen blev bygget færdigt i 2016, blev den reduceret til pendulsejlads ved forestillinger på Operaens Store Scene om aftenen.
De nuværende havnebusser er batteridrevne med opladning om natten og med supplering ved endestationerne i løbet af dagen. Der er syv havnebusser, der alle tilhører trafikselskabet GoCollective, og som blev leveret fra Damen Shipyards Kozle i Kędzierzyn-Koźle i Polen i 2020. De seks af dem benyttes i daglig drift, men den syvende er reserve. Som stoppesteder benyttes særligt anlagte landgangsbroer. Linjefarven er mørkeblå, men på de brede stoppestedsskilte, der normalt står i vejkanten, men her er placeret ved kajen, er linjenummeret skrevet på gul baggrund. Foroven er der et skibssymbol i stedet for den sædvanlige bus.

## Historie
Københavns Havn var i sin tid en travl havn med mange skibe, omlæsning af gods og industrier. I 1960'erne og 1970'erne medførte omstillingen af transport af gods til containere og udflytning af det meste skibstrafikken til Nordhavnen imidlertid, at de fleste traditionelle aktiviteter forsvandt fra den centrale Inderhavnen og Islands Brygge. Og i løbet af 1990'erne blev det sidste afviklet. Udvalget om Københavns Havn fra 1989 lagde op til, at der i stedet opførtes boliger, kontorarbejdspladser, uddannelsesinstitutioner, hoteller og kulturinstitutioner langs med havnen. I 1993 foreslog Hovedstadsområdets Trafikselskab (HT), at en del af dem kunne betjenes med vandbusser i form af enmandsbetjente katamaraner. Der kunne for eksempel sejles mellem Nordhavnen og Fisketorvet, hvor folk kunne skifte til S-tog ved henholdsvis Nordhavn Station og Dybbølsbro Station. Undervejs skulle der være stoppesteder, der skulle ligge på skift af de to sider af havneløbet.
HT, Københavns Havn og Københavns Kommune arbejdede videre med ideen om vandbusser, og den 22. juni 1998 var der prøvetur for presse og potentielle investorer. I forhold til de tidligere ideer var den planlagte rute dog blevet noget kortere. Den skulle nu være fra Nordre Toldbod via Holmen Nord, Christiansholm, Nyhavn og Asiatisk Plads til Christians Brygge. HT forestillede sig, at der skulle bruges to 15 meter lange katamaraner med plads til hver 70 passagerer, cykler, barnevogne og kørestole. Vandbusserne skulle drives på kontrakt som de almindelige busser, ligesom HT's kort og billetter også skulle gælde om bord. Københavns Havn ville betale for stoppestederne, mens HT ville give et årligt driftstilskud på omkring 1 million kroner Men da de forventede driftsindtægter var på 1,7 million kroner, og driftsudgifterne på 4,7 million, var der et underskud på 2 millioner, som man håbede på, at sponsorer ville dække. Umiddelbart var det dog kun Refshaleøens Ejendomsselskab, der var parat til at støtte. For at trække flere investorer til blev ruten foreslået udvidet i slutningen af juli 1998 med Langelinie, Refshaleøen, Islands Brygge og Kalvebod Brygge. Det ville dog kræve en ekstra vandbus i drift og investeringer på yderligere 1 million kroner.
Det endte med, at staten gav det nødvendige tilskud med penge fra Pinsepakken, så der kunne etableres en rute mellem Nordre Toldbod og Christians Brygge. Driften af den med to tomandsbetjente både i dagtimerne blev sendt i udbud 25. maj 1999. Der var desuden to optioner med en ekstra båd hver, der ville muliggøre forlængelser til Langelinie og Kalvebod Brygge. En tredje option muliggjorde sejlads om aftenen og natten. Man nøjedes dog med den grundlæggende rute uden optioner, da HT indgik en femårig kontrakt om driften med entreprenøren Arriva i september 1999. De involverede parter mente ved den lejlighed, at en havnelinje ville blive et aktiv for København og et vigtigt bidrag til den udvikling af havnen, der nu var i fuld gang.
De søgående busser endte med at blive betegnet som havnebusser. Til brug for de to første blev der afholdt en navnekonkurrence fra 3. til 14. april 2000. Det resulterede i over 3.000 forslag, heraf en del navnepar som Frem og Tilbage, Hugin og Munin samt Sigrid Skumsprøjt og Sarah Søstærk. Andre navneforslag var Vandbassen og Havmåsen. Valget faldt dog på Bryggen og Holmen, som 37 havde foreslået et eller begge af. De passede til, at havnebusserne skulle binde byen sammen og kunne desuden suppleres efter behov.
De to havnebusser blev bygget af Westers Mekaniska i Jordfall ved Göteborg for en samlet pris af op mod 10 millioner kroner. De var 18,9 meter lange, 4,7 meter brede og havde en dybgang på 75 centimeter. Der var plads til 63 siddende passagerer, fire cykler og to barnevogne eller kørestole. Landgangen skete via en opklappelig rampe i forstævnen. I agterstævnen var der et åbent område, men i øvrigt sad passagererne under tag. Skroget var i aluminium med en bemaling i HT-gul og marineblå. To Volvo Penta dieselmotorer gav en fart på 16 knob. Om natten lå havnebusserne fortøjet ved Refshalevej 141A.
Havnebusserne var forsynet med redningsflåder. Arriva havde ellers bedt om fritagelse ligesom havnerundfarterne, men det afviste Søfartsstyrelsen, da turistbådene var synkefrie og ikke sejlede om vinteren. Redningsflåderne var forsynet med det pligtige fiskegrej. Dertil kom nødproviant til en uge i form af pakker med et halv kilo kiks og halvanden liter vand pr. person samt søsygetabletter. Nødprovianten var dog ikke et krav fra Søfartsstyrelsen og næppe heller nødvendigt, da havnebusserne ikke måtte sejle ud af havnen. Arriva antog dog, at det allerede var pakket, da redningsflåderne blev bestilt.
Havnebusserne blev leveret i  maj og juni 2000, hvorefter prøvesejladserne med dem begyndte. Der blev anlagt seks stoppesteder ved Nordre Toldbod, Holmen Nord, Holmen Syd, indsejlingen til Nyhavn, Asiatisk Plads syd for Knippelsbro og Christians Brygge ved Det Kongelige Bibliotek. Stoppestederne blev udformet som flydende anløbsbroer efter et design af Knud Holscher Industriel Design og bygget af Skanska for en pris af 8 millioner kroner. Som noget usædvanligt fik havnebuslinjen to linjenumre med 901 fra Nordre Toldbod til Det Kongelige Bibliotek og 902 den modsatte vej. Til at begynde med krævedes der dobbelt takst ved køb af billetter, der som noget særligt var blå. Passagerer, der havde billet i forvejen, skulle betale tillægstakst for at forebygge konkurrence med de private havnerundfarter. Til gengæld var der ingen ekstra betaling ved brug af klippekort og abonnementskort.

### De første år
Indvielsen fandt sted 3. august 2000 ved Christians Brygge. Her var der taler af trafikminister Jacob Buksti, formanden for Hovedstadens Udviklingsråd (HUR), som HT netop var blevet en del af, Kristian Ebbensgaard, overborgmester Jens Kramer Mikkelsen og formanden for hovedstadens trafikudvalg, John Winther. Prinsesse Alexandra var gudmor, der døbte de to skibe. Da hun kastede de obligatoriske flasker mod skibene, måtte der dog i begge tilfælde hjælp til at få dem knust. Derefter var der en tur for politikere, presse og andre særligt indbudte, før de to havnebusser blev sat i drift.
På forhånd kunne der stilles spørgsmålstegn ved passagertallene på grund af den høje billetpris og afstanden til de almindelige busser. HT's projektleder Lene Jensby udtalte: "Vi forventer, at det her projekt bliver en stor succes og forbedrer infrastrukturen, men det bliver ikke en overskudsforretning - i hvert fald ikke i første omgang. Der skal nærmest være fuldt hus på samtlige afgange, for at det giver overskud." Man regnede med 1.600 passagerer om dagen, men den første tid var der op mod 2.000. Den daglige leder Gunnar Høi vurderede: "at halvdelen af passagererne har været folk, der bare skulle transporteres fra det ene sted til det andet. Resten har været på sightseeing." Det sidste betød, at der var passagerer, som måtte afvises ved stoppestederne, fordi folk ikke stod af. Det påvirkede dog ikke havnerundfarterne, hvor Netto-Bådene skønnede, at de havde lige så mange passagerer, som de plejede. Gunnar Høi forventede til gengæld, at passagernes fordeling på havnebusserne ville ændre sig, når nyhedens interesse havde lagt sig, og de 2.000 studerende på Holmen vendte tilbage fra sommerferie.
Thomas Nørgaard Olesen omtalte havnebusserne i Dansk Jernbane-Klubs blad Jernbanen: "Man kan glæde sig over, at projektet er blevet til virkelighed, og man må håbe, at københavnerne tager havnebusserne til sig. Men linieføringen kan ikke siges at være helt optimal. Der er ikke ret gode omstigningsmuligheder til fx S-tog, og det er kun en lille del af den københavnske havnefront, der bliver betjent. Man må håbe, at der med tiden kan findes midler til at forlænge havnebuslinjen til Nordhavn og Sjællandsbroen."
I påskeferien 2002 var der underholdning om bord på havnebusserne. Skærtorsdag og langfredag underholdt Vera (Michel Castenholt) og Camilla Ottesen fra tv-programmet Børne1eren og Naturpatruljen fra DR et par timer om eftermiddagen. Påskedag og 2. påskedag var der fokus på de unge med Jokeren og Nicholas Kvaran fra rapgruppen Den Gale Pose og satiregruppen Banjos Likørstue. Ved Knippelsbro og Det Kongelige Bibliotek var der opsat store påskeæg lavet af Bjørn Bjørnholt. I december 2004 var der julestemning om bord, da julemanden delte småkager og mandariner ud til børn og andre de tre sidste dage før juleaften. De voksne pendlere blev desuden budt på kaffe og portvin om morgenen hele måneden.
I august 2002 bragte Berlingske Tidende og Urban en reportage om havnebusserne. Nu var passagertallene under det forventede, og skønsmæssigt to tredjedele var turister. Der var flest passagerer om sommeren, og når det var godt vejr. De kunne så også nyde solen og udsigten over havnen fra den åbne agterstavn på havnebusserne. Regn og blæst trak til gengæld passagertallene ned, ikke mindst fordi der manglede læskure ved stoppestederne. Derudover ønskede mange af passagererne, at der blev sejlet til Nordhavn, da der var en 20 minutters gåtur fra Østerport Station til Nordre Toldbod. Betjening af Kalvebod Brygge og Hotel Mariott der blev også efterlyst.
Driftssikkerheden var høj, og kun to-tre gange om året måtte man aflyse sejlads syd for Knippelsbro på grund af højvande. Arrivas rederichef Gunnar Høi fortalte desuden: "Vi har kun to skibe, og de sejler begge fra morgen til aften, så al vedligeholdelse og reparationer skal ske om natten. Set fra et driftsmæssigt synspunkt vil jeg afgjort sige, busserne er en succes." En udførelse af havnebusserne med stævn i begge ender ville dog nok have gjort dem mere velegnede. Gunnar Høi og de øvrige ansatte om bord havde alle søfartsmæssig baggrund. Således også holdleder Peter Motzfeldt, der tog et par år på havnebusserne inden pensionen: "Ikke to dage er ens, vi har en fantastisk flot udsigt, og mange passagerer takker for turen. Det tror jeg ikke, de gør på de andre bybusser."

### Med havnebus til Operaen
I Jernbanehistorisk årbog '03 skrev Morten Flindt Larsen om, hvordan de indre dele af havnen havde ændret sig, så det nu nærmest bare var en gennemsejlingskanal. Fragtskibene var væk bortset fra enkelte coastere til og fra Sydhavnen, og havnebanerne var nedlagt. På Islands Brygge var der kommet en velbesøgt havnepark i 1984, men de tidligere fabriksarealer var blevet bebygget med liebhaverboliger. Og overfor på Kalvebod Brygge og Christians Brygge satte nye kontorbygninger med store glasfacader sit præg. "Det rigtige havnemiljø er væk, og tilbage ligger blot en langstrakt, overdimensioneret "swimmingpool", hvor det københavnske jetsets speedbåde og vandscootere boltrer sig i lystig leg mellem stilfærdige sejlbåde, kajakroere, turistpramme og HT's dødssejler Vandbussen."
I praksis gik det dog fremad for havnebusserne, hvor passagertallet steg fra 285.000 i 2002 til 343.000 i 2003. Det skete som følge af ekstra sejladser til forskellige kulturbegivenheder og en kampagne målrettet pendlere, som pegede på havnebusserne som et alternativ til de ofte belastede Knippelsbro og Langebro over havnen. I 2004 blev havnebusserne evalueret for at afgøre, om de skulle fortsætte ud over den første femårige periode. Det besluttede HUR for deres vedkommende, at de skulle, på sit møde 14. september 2004. Passagertallene var således steget 9 % i perioden 1. september 2003 til 31. august 2004 i forhold til samme periode året før. Og når Operaen på Holmen åbnede, forventedes det, at mange ansatte og gæster ville benytte havnebusserne, da der kun ville være få parkeringspladser ved Operaen. Det var dog en forudsætning for fortsættelsen, at Trafikministeriet ville forlænge det statslige tilskud. Det gik ministeren med til i december 2004.
Operaen kom til at påvirke havnebusserne allerede 10. december 2001 (eventuelt 20. november 2001), da betjeningen af Holmen Syd måtte indstilles midlertidigt på grund af byggeriet. Det blev gjort permanent 3. marts 2002, da stoppestedet næsten ikke var blevet brugt. Samtidig blev driften udvidet fra halvtimes til 20 minutters drift, da nedlæggelsen gav en kortere sejltid. Betjeningen af Holmen Syd blev dog genoptaget 5. januar 2004. I forbindelse med indvielsen af Operaen 15. januar 2005 blev stoppestedet flyttet dertil. Desuden indførtes pendulsejlads mellem Operaen og Nyhavn før og efter forestillingerne om aftenen.
Indvielsesdagen blev et tilløbsstykke, hvor havnebusserne transporterede 5.087 passagerer eller cirka 10 gange så mange som på en almindelig dag i januar. Om aftenen stod flere hundrede mennesker således i kø ved Nyhavn for at komme over til Operaen, heriblandt to tidligere statsministre og mange kendte. Nogle gæster endte med at måtte vente 30-40 minutter, men de fleste tog det med godt humør, og alle nåede forestillingen. HUR's administrerende direktør Johannes Sloth udtalte i den forbindelse: "Man slipper for kapløbet om de relativt få parkeringspladser tæt på Operaen, når man tager Havnebussen den direkte vej. Fordi Operaen ligger så utilgængeligt, har vi etableret et nyt stoppested lige ved indgangen til Operaen, og med Havnebusserne linje 901 og 902 kan vi betjene publikum bedst muligt både ud og hjem. Sejladsen er oven i købet den flotteste vej til Operaen. Også hvis man blot tager på en oplevelsestur ud at se Operaen fra vandsiden."
De efterfølgende forestillinger på Operaen gav også pæne passagertal. Ved opførelserne af Aida sidst i januar 2005 tog omkring en tredjedel af de cirka 1.500 gæster, der var plads til ved en forestilling på Operaens store scene, havnebusserne. Den almindelige buslinje 66 havde til sammenligning cirka 150 passagerer med til Operaen, men betydeligt flere med derfra. I marts 2005 transporterede havnebusserne 61.900 passagerer, hvilket var det hidtil bedste for en enkelt måned. Fra 5. maj 2006 til sæsonafslutningen 11. juni 2006 var der ekstra sejlads med en båd fra Canal Tours mellem Nordre Toldbod og Operaen før og efter forestillingerne. Det var A.P. Møller-Maersk Fonden, der havde tilbudt HUR det og gav det nødvendige tilskud, idet de sædvanlige takster stadig gjaldt.
Der var også gang i udviklingen i andre dele af havnen. Københavns Kommune og Københavns Havn planlagde således at omdanne den sydlige del af Nordhavnen til et blandet område med boliger og erhverv. I den forbindelse udgav HUR en vision for trafikbetjeningen i september 2005. Den primære tanke var højklasset busbetjening, der kunne fungere som forløber for en metro. Men derudover kunne det være aktuelt at lade havnebusser a løbe et stoppested i Nordbassinet ved Nordhavn Station. Det ville forbedre betjeningen af det senere Århusgadekvarteret og give en mærkbar reduktion i rejsetiden mellem Nordhavnen og Holmen. Desuden skulle der i givet fald være et stoppested ved Langelinie i området ved Den lille havfrue.
I maj 2006 udgav HUR en vision om betjeningen af Sydhavnen, hvor der skulle etableres boligkvarterer. Her var det primært tanken at give Teglholmen og Sluseholmen hyppig busbetjening, når der var anlagt en bro imellem dem. Men som et supplement kunne området også betjenes af havnebusser med et centralt stoppested ved for eksempel Teglholmen, ligesom det også kunne være relevant at betjene Fisketorvet på vejen. Der regnedes dog ikke med at være noget større passagerpotentiale ved at betjene Sydhavnen med havnebusser.
I december 2006 udgav HUR og Københavns Kommune Busplan 2007 med status for og kommende ændringer af busnettet. Om havnebusserne lød det, at der på en typisk hverdag i februar 2005 blev transporteret omkring 1.700 passagerer, hvilket var mere en fordobling fra 2004. Det skyldtes først og fremmest Operaen: "Havnebussen er en anderledes måde at lade sig transportere på til og fra arbejde eller til en tur i Operaen. Med vind i håret og skumsprøjt fra boven åbner byen sig." Fremgangen havde betydning for økonomien, idet havnebusserne nu havde en selvfinansieringsgrad på 77 %, hvilket svarede til A-busserne.
Der var imidlertid grundlag for forbedringer. For mens operagæsterne kom spredt, når de skulle til forestillingerne, risikerede de at måtte vente, når de skulle derfra. En mulig løsning på det kunne være en pendulfærge på tværs af havnen mellem Operaen og Kvæsthusbroen. Med en sejltid på omkring to minutter ville den nærmest kunne fungere som en flydende bro. Desuden ville det give de studerende og beboerne på Holmen en direkte forbindelse til Indre By. En anden mulighed var at lade en havnebus sejle i penduldrift mellem Operaen og Kalvebod Brygge, hvor der var ledige parkeringspladser ved Nykredits hovedkontor om aftenen og i weekenden. I dagtimerne ville den ekstra havnebus give mulighed for, at den eksisterende havnebuslinje også kunne forlænges til Kalvebod Brygge. Begge muligheder skulle dog undersøges nærmere.

### Flere linjer og skibe
HUR blev nedlagt ved strukturreformen 1. januar 2007, hvorefter dets trafikaktiviteter indgik i det nye selskab Movia. Samme dag ophørte statens tilskud til havnebusserne, og Københavns Kommune var nu ene om omkostningerne. Kommunen besluttede at beholde havnebusserne og sende sejladsen i udbud. Udbuddet begyndte i maj 2007 og omfattede den eksisterende sejlads med to havnebusser mellem Nordre Toldbod og Det Kongelige Bibliotek.  Desuden var der en option med sejlads i aftentimerne mellem Nyhavn og Operaen i forbindelse med forestillingerne, enten som penduldrift eller i forlængelse af den normale drift. En anden option gav mulighed for at udvide sejladsen med op til to skibe mere på et senere tidspunkt. En eventuel ny entreprenør skulle overtage Holmen og Bryggen, mens Movia skulle overtage dem, hvis sejladsen ikke blev genudbudt. I praksis endte udbuddet dog med, at Arriva genvandt driften med Holmen og Bryggen.
Den 15. juni 2007 oprettedes en ny havnebuslinje 903, der sejlede i pendulfart mellem Nyhavn og Operaen hver dag. I dagtimerne blev den drevet af Netto-Bådene med en af deres blå skibe fra havnerundfarten og med særskilte anlægspladser ved de to endestationer. Det benyttede skib, Netto III, var bygget af selskabet bag Netto-Bådene, Havnens Skibsreparationer A/S, i København i 1991. Det var 15,5 meter lang, 4,1 meter bred og havde en dybgang på 1,65 meter. Skroget var i rustfrit stål, mens driften skete med en Ford dieselmotor. Der var plads til 100 passagerer, hvoraf de fleste kunne sidde under en glasoverdækning. Oven på den var der sat en trekantet gul presenning med teksten "Nyhavn - Operaen" på den ene side, "Operaen - Nyhavn" på den anden og linjenummeret 903 i de to ender. Om aftenen, når linje 901 og 902 ikke sejlede, blev linje 903 betjent af Arriva med Holmen eller Bryggen, som lagde til ved de normale stoppesteder ved Nyhavn og Operaen. Ekstrataksten ved køb af billet bortfaldt ved samme lejlighed.
I juli 2008 var der nogle dage med uregelmæssig drift, da Holmen og Bryggen var på værft for at blive renoveret efter otte års drift. Arrivas rederichef Gunnar Høi forklarede, at: "Tidens tand og et liv i saltvand tærer på skibene, og derfor er Bryggen og Holmen blevet gennemgået fra A til Z og har fået den store omgang med pudseklude, momentnøgler og malerkoste." Desuden blev der installeret partikelfiltre, der rensede udstødningen for 95 % af partiklerne til gavn for miljøet. Tidligere havde havnebusserne benyttet katalysatorer, der reducerede udslippet af partikler med omkring 60 %, men dem fungerede motorerne ikke så godt med.
Den 1. august 2009 overtog Arriva driften af linje 903 i hele driftstiden, da Københavns Kommune havde valgt at benytte optionen i kontrakten med dem til at få sat et ekstra skib i drift. Det ekstra skib, der blev sat i drift ved overtagelsen, blev leveret fra Baltec Werft GmbH i Lübeck som Arriva 3, men skiftede navn til Nyhavn i 2010. Skibet var 21,45 meter langt, 22,9 m meter bredt og havde en dybde på 2,85 meter. Skroget var af glasfiber, mens driften skete med to Volvo Penta dieselmotorer. Den havde to sæt ramper og skruer, så den kunne lægge til med begge ender. Det gjorde den velegnet til pendultrafikken på tværs af havnen, idet man slap for at bruge tid på at vende skibet. Indretningen svarede til Movias busser på landjorden med mørkeblå prikkede sæder og klippekortautomater. En forskel var dog, at der var stativer til 2×4 cykler i enderne. Ved Nyhavn og Operaen benyttedes de samme stoppesteder som linje 901 og 902, der samtidig fik Holmen og Bryggen for sig selv.
Netto-Bådene stod stand-by de første par uger, i tilfælde af at der skulle ske noget med Arrivas nye skib. Fra 16. august 2009 begyndte Netto-Bådene imidlertid at sejle på en ny linje 904 mellem Nyhavn og Sluseholmen. Det var ellers meningen at give de nye boligområder på Teglholmen og Sluseholmen busbetjening via en bro, men den lod vente på sig. Det havde især betydningen for Sluseholmen, hvor der nogle steder kunne være op til 800 meter til nærmeste busstoppested. Som en midlertidig løsning etablerede man en forbindelse med havnebus. Fra knudepunktet med de øvrige havnebusser ved Nyhavn sejledes via stoppesteder ved Havnegade ved Christian IV's Bro, Islands Brygge ved Bryggebroen og Teglholmen til Sluseholmen.
Netto-Bådene trafikerede linje 904 med to skibe. Der blev sejlet hver time i dagtimerne hele ugen med undtagelse af i myldretiden, hvor der var halvtimes drift. Netto III fortsatte på linje 904, og teksten på presenningen på taget blev ændret til "Sluseholmen - Nyhavn". Den blev suppleret af søsterskibet Netto IV, der var bygget af Havnens Skibsreparationer A/S i 1992, men i øvrigt var magen til. Af sikkerhedshensyn var det ikke muligt at tage cykler og barnevogne med på de to skibe, der jo var bygget til havnerundfart. Paraplyklapvogne og små cykler, der kunne klappes sammen, kunne dog medtages.

### Nye linjenumre
Teglværksbroen mellem Teglholmen og Sluseholmen blev indviet 22. januar 2011, og dagen efter begyndte bustrafikken over den. Linje 904 fik dog lov at sejle videre. I en evaluering fra Københavns Kommune fra august 2010 blev det årlige passagertal for linjen anslået til cirka 65.000, hvilket var dobbelt så meget som forventet. Tallet var endda også stigende. I vintrene 2009-2010 og 2010-2011 var der dog flere dage, hvor sejladsen måtte indstilles på grund af is i havnen. Længere nordpå blev stoppestedet ved Christian IV's Bro nedlagt den 16. maj 2011, da der skulle anlægges en ny havnepromenade. Til gengæld fik linje 904 et nyt stoppested nord for Knippelsbro ved Udenrigsministeriet på et tidspunkt i løbet af august-oktober 2011.
I mellemtiden blev der arbejdet på en sammenlægning af havnebuslinjerne til en fra Nordre Toldbod til Teglholmen, hvilket var en del af Københavns Kommunes budgetforlig 2011. Den sammenlagte linje skulle betjenes af de egentlige havnebusser, så cykler, barnevogne, klapvogne og kørestole også kunne komme med om bord. Det krævede så anlæggelse af passende stoppesteder ved Bryggebroen og Teglholmen, hvilket blev forsinket af den hårde vinter. Stoppestedet ved Sluseholmen bortfaldt ved sammenlægningen, da broerne der ikke kunne tåle bølgepresset fra de egentlige havnebusser, men det blev opvejet af den nye forbindelse over Bryggebroen.
Sammenlægningen fandt sted 23. oktober 2011. Samtidig blev linjenumrene ændret som en del af en generel reform, hvor numre fra 901 fremover skulle bruges af bybusserne i Slagelse og Korsør. Havnebuslinjerne 901 og 902 blev derfor til linje 991 og 992 med tilhørende forlængelse fra Det Kongelige Bibliotek via Bryggebroen til Teglholmen. Linje 991 sejlede som hidtil fra nord til syd og linje 992 modsat. Arriva betjente begge linjer med de egentlige havnebusser hver halve time i dagtimerne. Linje 904 bortfaldt. Linje 903 blev til linje 993 og blev samtidig ændret fra pendulsejlads hele ugen til 20 minutters drift mandag-fredag. Den blev desuden overtaget af Netto-Bådene i dagtimerne med særskilte anlægspladser ved stentrapper ved Nyhavn 71 og Operaen. Om aftenen, hvor linje 991 og 992 ikke sejlede, betjente Arriva linje 993 med deres havnebusser.
Den 15. oktober 2012 blev linje 991 og 992 forlænget fra Nordre Toldbod til Refshaleøen på hver anden tur. Her fik de stoppested ved kajplads 669, cirka 300 meter vest for Refshalevej. Forlængelsen var egentlig planlagt til 1. april 2012, men pontonerne til stoppestedet var forsinkede. Den 21. oktober 2012 (eventuelt fra et tidspunkt efter 11. september 2012) blev 20 minutters driften på linje 993 ændret til pendulsejlads fra morgen til aften. Fra 9. december 2012 (eventuelt fra et tidspunkt efter 21. oktober 2012) fremgik det desuden af sejlplanen, at der var pendulsejlads fra halvanden time før aftenforestillinger i Operaen. Efter forestillingerne sejledes der fra Operaen til Nyhavn, så længe der var gæster fra Operaen, der skulle med.
I oktober 2012 blev sejladsen med havnebusserne sendt i udbud med kontraktstart 1. januar 2014. Udbuddet omfattede som udgangspunkt sejlads med tre skibe i dagtimerne på linje 991, 992 og 993. Derudover var der optioner med pendulsejlads mellem Nyhavn og Operaen før og efter forestillingerne, sejlads om aftenen på linje 993 og udvidet sejlads med op til to skibe. En eventuel ny entreprenør skulle overtage Holmen og Bryggen, men ikke nødvendigvis Nyhavn. Nye skibe skulle have plads til mindst 60 passagerer under tag samt plads til cykler, barnevogne og kørestole. Det indvendige design skulle svare til busserne på landjorden med hensyn til sædebetræk, holdestænger og gulvbelægning.
Udbuddet blev vundet af Arriva. De indsatte en fjerde havnebus, Nordhavn, bygget af Faaborg Værft A/S og registreret 14. maj 2014. Den var 24,35 meter lang, 7 meter bred og havde en dybgang på 1,55 meter. Skroget var af glasfiber, og driften skete med to N67-280 MNT M28 Iveco dieselmotorer. Der var plads til 80 passagerer. Ligesom på Holmen og Bryggen var der landgang over en opklappelig rampe i forstavnen og et åbent område i agterstavnen. Driften var i forvejen blevet udvidet, da linje 991 og 992 betjente Refshaleøen på alle ture fra 13. april 2014. Linje 993 blev fortsat betjent af Netto-Bådene mandag-fredag i dagtimerne og af Arriva om aftenen. I dagtimerne fik linje 993 stoppested ved Papirøen i retning mod Operaen i dagtimerne fra 11. april 2014 for at kunne betjene Experimentarium, der var flyttet dertil midlertidigt i forbindelse med en renovering.
Fra 5. til 10. maj 2014 blev Eurovision Song Contest 2014 afholdt på Refshaleøen med prøver, semifinaler og finale. I den forbindelse var der ekstra sejlads med Netto-Bådene til supplering af havnebusserne mellem Nyhavn og Refshaleøen. Men da de ekstra skibe fra Netto-Bådene ikke havde rejsekortlæsere, blev to af de små elbusser fra linje 11A placeret ved hver sin anlægsplads, så folk kunne tjekke ind og ud i dem. Busserne var ledige, da arrangementer i forbindelse med Eurovision Song Contest i Indre By gjorde, at linje 11A måtte indstilles midlertidigt i perioden.
Den 7. juli 2016 åbnede Inderhavnsbroen på tværs af havnen mellem Nyhavn og Grønlandske Handels Plads. Det medførte, at Netto-Bådenes sejlads på linje 993 mandag-fredag i dagtimerne og betjeningen af Papirøen ophørte 11. juli 2016. Arrivas sejlads på linje 993 blev til gengæld udvidet med dagtimerne lørdag fra 23. april 2016 og tilsvarende søndag fra 2. juli 2016. Det ophørte dog 24. oktober 2016. Herefter sejlede linje 993 kun i penduldrift halvanden time før forestillingerne på Operaens Store Scene, og efter forestillingerne, så længe der var passagerer, som skulle med derfra. Linje 991 og 992 blev samtidig reduceret i dagtimerne fra halvtimes til 40 minutters drift på grund af tættere trafik i havnen. Til gengæld blev de udvidet med 80 minutters drift om aftenen. I de efterfølgende sommmerperioder udvidedes linje 991 og 992 dog til halvtimes drift i dagtimerne og timedrift om aftenen 24. juni til 21. oktober 2017, 1. juni til 30. september 2018 og 1. juni til 29. september 2019. Fra 1. januar 2020 blev der generel halvtimes drift i dagtimerne og timedrift om aftenen på de to linjer.

### Eldrevne havnebusser
I slutningen af 2017 blev havnebusserne sat i udbud med virkning fra 1. januar 2020. Som udgangspunkt skulle der sejles med fire skibe, men dertil kom en option på op til to skibe til. De kunne for eksempel bruges til betjening af nye stoppesteder ved den kommende Orientkaj Station, Islands Brygge Syd og Enghave Brygge. Der var ikke krav om, at et eventuelt nyt trafikselskab skulle overtage de hidtidige havnebusser. Til gengæld ville Movia gå i dialog med tilbudsgiverne om mulige bådtyper, miljø og drivmidler. Kontrakten blev 10-årig med mulighed for forlængelse i yderligere to år og krav om overdragelse af skibene fra udbuddet ved kontraktudløbet.
Udbuddet blev afgjort i juni 2018, hvor Arriva genvandt driften. De fire hidtidige havnebusser skulle erstattes af fem elektriske havnebusser, heraf en i reserve. Dertil kom så muligheden for at indsætte yderligere to havnebusser senere i kontraktperioden. Det udnyttede Københavns Kommune i forbindelse med budgetforhandlingerne i 2019 til at vedtage anlæggelse af de tre nævnte stoppesteder og på sigt yderligere et ved Langelinie. Det endte derfor med, at Arriva fik leveret syv havnebusser fra Damen Shipyards Kozle i Kędzierzyn-Koźle i Polen i løbet af 2020. Hver havnebus er 23,3 meter lang, 6,6 meter bred og har en dybgang på 90 centimeter. Der er 80 pladser til passagerer, hvortil kommer fire kørestole eller barnevogne samt otte cykler. Havnebusserne er batteridrevne med to 40 kW elektromotorer. De bliver ladet fuldt op med el om natten ved kajplads 683/684 på Refshaleøen. Desuden bliver opladningen suppleret i løbet af dagen ved endestationerne på Refshaleøen og Teglholmen.
Det var meningen, at de elektriske havnebusser skulle tages i brug ved årsskiftet 2019/2020. Det måtte imidlertid udskydes på grund af forsinkelser på værftet og coronaviruspandemien. Den 20. juni 2020 kunne de to første elektriske havnebusser imidlertid sættes i drift på linje 991 og 992, og fra 1. juli 2020 sejledes der fuldstændigt elektrisk. De nye havnebusser overtog  ikke alene driften, men også de gamle havnebussers navne Bryggen, Holmen, Nyhavn og Nordhavn. Dertil kom de nye navne Sydhavn, Christianshavn og Refshaleøen.
De gamle havnebusser blev sat til salg. Nordhavn overgik i 2020 til Ballerina i Stockholm og blev omdøbt til Katarina efter at være ombygget af Kummelnäs Varvi i Nacka med et soldæk på taget og en trappe i agterstavnen. Den blev indsat i drift i Stockholms skærgård Bryggen kom til Namm 2019 ApS ved Palle Heinrich i Mommark i 2021 og blev omdøbt til Vesterby. Holmen kom samme sted hen senere på året. Det var planen, at de skulle sejle ture på Alssund. Inden da skulle indretningen dog ændres fra den hidtidige med sæder på række til at have stole og borde, så folk kunne spise og drikke under sejlturen. Den fjerde af de gamle havnebusser, Nyhavn, blev oplagt i Hundested. I oktober 2022 blev den solgt til Carlsson Total, og året efter blev den observeret i Helsingør.
Betjeningen af stoppestedet Holmen Nord blev indstillet midlertidigt 29. maj 2020, da indsejlingen ikke var sikkerhedsmæssigt forsvarlig. Den begrænsede plads og flere fritidssejlere og husbåde i havnen øgede nemlig risikoen for ulykker. Det blev illustreret under prøvesejladsen af en af de eldrevne havnebusser, der måtte undvige en fritidssejler, men så i stedet ramte en husbåd. Skoleskibet Georg Stage's hjemhavn i maskingraven ved Holmen Nord indskrænker yderligere pladsen. Movia vurderede, at problemet kunne løses ved enten en flytning af Georg Stage og husbådene, en flytning af stoppestedet eller en nedlæggelse af det.
Imens blev der arbejdet med planlægningen af de fire nye stoppesteder. Ved budgetforliget var de anslået til at koste 18 millioner kroner I maj 2020 kom det imidlertid frem, at budgettet var overskredet med 9,2 millioner kroner for de tre stoppesteder ved Orientkaj Station, Islands Brygge Syd og Enghave Brygge. Det blev forklaret med en række usikkerheder ved at skulle bygge på vand. Kommunalpolitikerne holdt imidlertid fast i projektet, for at havnebusserne kunne blive et reelt alternativ til biltrafik. Det planlagte stoppested ved Langelinie måtte dog afvente en modernisering af Langeliniekaj og en ekstra bevilling på 5,7 millioner kroner, der endnu ikke var afsat.
Trafikstyrelsen gav tilladelse til anlæg af de tre stoppesteder ved Orientkaj Station, Islands Brygge Syd og Enghave Brygge den 19. februar 2021, og da kommunen havde købt de nødvendige arealer på land, kunne anlægsarbejderne gå i gang. Stoppestederne Islands Brygge Syd med adressen Islands Brygge 100 og Enghave Brygge ved Andrei Sakharovs Vej 1 blev taget i brug 27. februar 2022. Orientkaj Station ved den i 2020 åbnede metrostation blev indviet af Københavns overborgmester Sophie Hæstorp Andersen og Movias administrerende direktør Dorthe Nøhr Pedersen 21. april 2022.

### Kapacitetsproblemer
I juni 2023 blev der klaget over, at for mange brugte havnebusserne som en billig havnerundfart, især i weekender og på helligdage. De stod ikke af undervejs, og da der af sikkerhedsmæssige grunde kun måtte være 80 om bord, oplevede andre passagerer, at de ikke kunne komme med. Klagen gik så på, at man ikke kunne planlægge efter at bruge havnebusserne, da man kunne risikere at skulle vente 45 minutter på den næste. Movia erkendte problemet, men henviste til, at sommersejlplanen gav drift hver halve time, hvilket antageligt ville hjælpe. Derudover kunne man ikke gøre så meget, da der kun var seks havnebusser til rådighed for den daglige drift. Hvad angik det billige så kostede en voksenbillet til to zoner 24 kroner i 2023. En times rundtur med Netto-Bådene kostede til sammenligning 50 kr., mens Canal Tours tog 109 kr. De to havnerundfarter kom dog i modsætning til havnebusserne ind i kanalerne, men undlod så til gengæld Nordhavnen og Sydhavnen.
25. februar 2023 fik linje 993 udvidet sejlplanen, så der sejledes i penduldrift ved forestillinger i Operaen uanset tidspunktet og ikke kun om aftenen. 1. oktober 2023 vendte man dog tilbage til, at der kun sejledes ved forestillinger efter kl. 19.
I september 2023 valgte politikerne i Københavns Kommune at sætte 2,7 mio. kr. af til en foranalyse af enten en bro eller en færgeforbindelse mellem Østerbro og Refshaleøen. Der blev især lagt vægt på, at en forbindelse her ville blive til gavn for cyklisterne. Men sejlerne var kritiske over for en bro, der i givet fald ville skulle klappes og og i. Det skulle derfor undersøges, om havnebusser eller færger i penduldrift kunne være et alternativ.
Problemerne med manglende kapacitet på havnebusserne fortsatte i sommeren 2024. Et af problemerne var, at på- og afstigningen ved stoppestederne tog tid. Begge dele skulle nemlig ske over stævnen på havnebusserne, sådan som man havde gjort siden starten i 2000. Ved udbuddet i 2018 havde det ellers været muligt at byde med havnebusser med på- og afstigning i siderne, hvor bredere dørpartier ville have gjort det hurtigere. Løsningen, der ville have krævet ombygning af stoppestederne, blev dog ikke valgt. Så nu var det et spørgsmål, om man i stedet kunne skaffe mere kapacitet ved at indsætte den havnebus, der er i reserve for de seks i drift også. Økonomiforvaltningen i Københavns Kommune pegede dog på, at det ville driften mere sårbar, hvis en havnebus for eksempel fik tekniske problemer.
Der var imidlertid også problemer med trafiksikkerheden i havnen, hvor havnebusser og havnerundfarter i stigende grad skulle dele pladsen med roere, lystsejlere og badende. For eksempel var der en del begyndere, der lejede både, men som dårligt nok havde styr på vigereglerne. Som Max Tobiasen fra Duffy Boats fortalte "Der er mange svage trafikanter. Det kan være et problem. Sådan en havnebus vejer for eksempel 20 tons og stopper ikke lige med det samme, så det er ikke helt ufarligt at havne foran sådan en." Ja, faktisk kunne det være livsfarligt at komme på tæt på havnebussernes skibsskruer. Max Tobiassen omtalte dog havnebussernes mandskab som dygtige, der kunne stoppe straks ved farlige situationer. Men andre havde ikke samme forståelse for sikkerheden, så som folk i speedbåde der sejlere hurtigere end de tilladte seks knob (11 km/t) i havnen. Mens mange andre badede udenfor de afmærkede badezoner og undervurderede, hvor hurtigt de skulle flytte sig for både. Så selvom Max Tobiassesen var vild med livet med havnen, manede han til omtanke, så det ikke endte med en ulykke.
Omkring halvdelen af de godt 30 ansatte på havnebusserne var jyder. De havde typisk i baggrund i fiskeriet, hvor politisk indblanding og biologiske hensyn efterhånden havde gjort det for surt. På havnebusserne var de imidlertid velkommen arbejdskraft, måske fordi de mødte i god tid og sjældent var syge. De havde heller ikke problemer med de op til 14 timer lange vagter. Til gengæld kunne det godt knibe med lokalkendskabet, hvilket kunne gøre det svært at hjælpe turisterne.

## Linjer
| Linje | Oprettet         | Stoppesteder | Bemærkninger                                                                                              |
| ----- | ---------------- | --- | --- |
| 991   | 23. oktober 2011 | Orientkaj Station – Refshaleøen – Nordre Toldbod – (Holmen Nord –) Operaen – Nyhavn – Knippelsbro – Det Kongelige Bibliotek – Bryggebroen – Islands Brygge Syd – Enghave Brygge – Teglholmen | Kun i den nævnte retning, modsat linje 992. Holmen Nord betjenes ikke indtil videre. Tidligere linje 901. |
| 992   | 23. oktober 2011 | Teglholmen – Enghave Brygge – Islands Brygge Syd – Bryggebroen – Det Kongelige Bibliotek – Knippelsbro – Nyhavn – Operaen – (Holmen Nord –) Nordre Toldbod – Refshaleøen – Orientkaj Station | Kun i den nævnte retning, modsat linje 991. Holmen Nord betjenes ikke indtil videre. Tidligere linje 902. |
| 993   | 23. oktober 2011 | Nyhavn – Operaen | Pendulsejlads før og efter forestillinger i Operaen om aftenen. Tidligere linje 903.                      |

## Tidligere linjer
| Linje | Oprettet        | Nedlagt          | Stoppesteder                                                                            | Bemærkninger                                                      |
| ----- | --------------- | ---------------- | --------------------------------------------------------------------------------------- | ----------------------------------------------------------------- |
| 901   | 3. august 2000. | 23. oktober 2011 | Nordre Toldbod – Holmen Nord – Operaen – Nyhavn – Knippelsbro – Det Kongelige Bibliotek | Kun i den nævnte retning, modsat linje 902. Ændret til linje 991. |
| 902   | 3. august 2000. | 23. oktober 2011 | Det Kongelige Bibliotek – Knippelsbro – Nyhavn – Operaen – Holmen Nord – Nordre Toldbod | Kun i den nævnte retning, modsat linje 901. Ændret til linje 992. |
| 903   | 15. juni 2007   | 23. oktober 2011 | Nyhavn – Operaen                                                                        | Ændret til linje 993.                                             |
| 904   | 16. august 2009 | 23. oktober 2011 | Nyhavn – Knippelsbro – Bryggebroen – Teglholmen – Sluseholmen                           |                                                                   |

## Passagertal
De tre havnebuslinjer havde lige over en million passagerer i 2024. Til sammenligning havde alle Movias linjer 171,8 millioner passagerer i 2024, hvoraf havnebusserne altså stod for 0,59 %. I 2021 var passagertallene påvirket af coronaviruspandemien.
| Linje | 2021    | 2022    | 2023    | 2024      |
| ----- | ------- | ------- | ------- | --------- |
| 991   | 214.879 | 352.997 | 426.982 | 491.886   |
| 992   | 224.652 | 371.691 | 432.706 | 495.341   |
| 993   | 6.517   | 13.984  | 13.431  | 20.644    |
| I alt | 446.048 | 738.672 | 873.119 | 1.007.870 |